# الشقة (أهل تاجلت)
الشقة هو دُوَّار يقع بجماعة باب مرزوقة، إقليم تازة، جهة فاس مكناس في المملكة المغربية. ينتمي الدوّار لمشيخة اهل تاجلت التي تضم 10 دواوير. يقدر عدد سكانه بـ 1315 نسمة حسب الإحصاء الرسمي للسكان والسكنى لسنة 2004.

## روابط خارجية
- البوابة الوطنية للجماعات الترابية
- المندوبية السامية للتخطيط